# Sprinteuropamästerskapen i kanotsport 2010
Sprinteuropamästerskapen i kanotsport 2010 anordnades i Trasona, Spanien. 

## Medaljsummering

### Medaljtabell

#### Kanot och kajak
| Pl. | Nation         | Guld | Silver | Brons | Totalt |
| --- | -------------- | ---- | ------ | ----- | ------ |
| 1   | Tyskland       | 6    | 4      | 5     | 15     |
| 2   | Ungern         | 6    | 4      | 2     | 12     |
| 3   | Storbritannien | 4    | 0      | 1     | 5      |
| 4   | Belarus        | 3    | 2      | 3     | 8      |
| 5   | Litauen        | 2    | 0      | 0     | 2      |
| 6   | Ryssland       | 1    | 4      | 2     | 7      |
| 7   | Azerbajdzjan   | 1    | 1      | 0     | 2      |
| 8   | Rumänien       | 1    | 0      | 1     | 2      |
| 9   | Spanien        | 0    | 3      | 3     | 6      |
| 10  | Frankrike      | 0    | 2      | 0     | 2      |
| 11  | Polen          | 0    | 1      | 3     | 4      |
| 12  | Slovakien      | 0    | 1      | 1     | 2      |
| 13  | Ukraina        | 0    | 1      | 0     | 1      |
| 13  | Sverige        | 0    | 1      | 0     | 1      |
| 15  | Portugal       | 0    | 0      | 1     | 1      |
| 15  | Danmark        | 0    | 0      | 1     | 1      |
| 15  | Tjeckien       | 0    | 0      | 1     | 1      |

### Herrar
| Gren      | Guld                                                                      | Tid       | Silver                                                                                | Tid       | Brons                                                          | Tid       |
| C-1 200m  | Jevgenij Šuklin                                                           | 40.031    | Jurij Tjeban                                                                          | 40.305    | Ivan Sjtyl                                                     | 40.334    |
| C-1 500m  | Dzianis Harazja                                                           | 1:48.259  | Mathieu Goubel                                                                        | 1:49.876  | Tomasz Wylenzek                                                | 1:50.489  |
| C-1 1000m | Sebastian Brendel                                                         | 3:59.106  | Mathieu Goubel                                                                        | 3:59.996  | Pál Sarudi                                                     | 4:00.786  |
| C-1 5000m | Ronald Verch                                                              | 23:10.386 | Jose Luis Bouza                                                                       | 23:18.546 | Marian Ostrcil                                                 | 23:20.018 |
| C-2 200m  | Litauen Tomas Gadeikis Raimundas Labuckas                                 | 35.940    | Ryssland Ivan Sjtyl Jevgenij Ignatov                                                  | 36.322    | Belarus Dzmitryj Rabtjanka Aljaksandr Valtjetski               | 37.096    |
| C-2 500m  | Rumänien Alexandru Dumitrescu Victor Mihalachi                            | 1:38.642  | Azerbajdzjan Sergey Bezuqlı Maksim Prokopenko                                         | 1:38.825  | Belarus Aljaksandr Valtjetski Dzmitryj Rabtjanka               | 1:39.017  |
| C-2 1000m | Azerbajdzjan Maksim Prokopenko Sergey Bezuqlı                             | 3:34.115  | Ryssland Aleksej Korovasjkov Ilja Pervuchin                                           | 3:34.745  | Rumänien Victor Mihalachi Alexandru Dumitrescu                 | 3.34.930  |
| C-4 1000m | Ryssland Pavel Petrov Kirill Sjamsjurin Aleksandr Kostoglod Maksim Opalev | 3:17.363  | Belarus Dzmitryj Vajtsisjkin Dzmitryj Rabtjanka Dzianis Harazja Aljaksandr Valtjetski | 3:18.438  | Tyskland Tomasz Wylenzek Chris Wend Erik Rebstock Ronald Verch | 3:19.084  |
| K-1 200m  | Ed McKeever                                                               | 35.580    | Ronald Rauhe                                                                          | 35.747    | Piotr Siemionowski                                             | 36.127    |
| K-1 500m  | Tamás Szalai                                                              | 1:38.072  | Anders Gustafsson                                                                     | 1:38.881  | Max Hoff                                                       | 1:39.062  |
| K-1 1000m | Max Hoff                                                                  | 3:33.018  | Aleh Jurenja                                                                          | 3:34.148  | René Holten Poulsen                                            | 3:35.228  |
| K-1 5000m | Aleh Jurenja                                                              | 19:55.607 | Max Hoff                                                                              | 19:58.904 | Ilja Medvedev                                                  | 20:16.564 |
| K-2 200m  | Storbritannien Liam Heath Jonathon Schofield                              | 31.872    | Spanien Saúl Craviotto Rivero Carlos Pérez Rial                                       | 31.910    | Ungern Rudolf Dombi István Beé                                 | 32.202    |
| K-2 500m  | Belarus Vadzim Machneŭ Raman Petrusjenka                                  | 1:28.818  | Spanien Saúl Craviotto Rivero Carlos Pérez Rial                                       | 1:29.258  | Portugal Fernando Pimenta Emanuel Silva                        | 1:29.658  |
| K-2 1000m | Tyskland Andreas Ihle Martin Hollstein                                    | 3:11.283  | Ungern Zoltán Kammerer Ákos Vereckei                                                  | 3:12.198  | Spanien Diego Cosgaya Noriega Emilio Merchán Alonso            | 3:13.843  |
| K-4 1000m | Tyskland Norman Brockl Marcus Gross Tim Wieskötter Hendrik Bertz          | 2:54.016  | Ungern Tamás Szalai Rudolf Dombi Gergely Hadvina Roland Kökény                        | 2:54.961  | Tjeckien Ondrej Horsky Jan Soucek Daniel Havel Sterba Jan      | 2:55.316  |

### Damer
| Gren      | Guld                                                                       | Tid       | Silver                                                          | Tid       | Brons                                                                           | Tid       |
| K-1 200m  | Nataša Janić                                                               | 40.405    | Marta Walczykiewicz                                             | 40.505    | Teresa Portela Rivas                                                            | 40.591    |
| K-1 500m  | Danuta Kozák                                                               | 1:49.010  | Katrin Wagner-Augustin                                          | 1:49.250  | Rachel Cawthorn                                                                 | 1.49.564  |
| K-1 1000m | Rachel Cawthorn                                                            | 3:58.346  | Franziska Weber                                                 | 4:00.806  | Beata Mikołajczyk                                                               | 4:01.276  |
| K-1 5000m | Lani Belcher                                                               | 22:22.457 | Tamara Csipes                                                   | 22:29.359 | Maryna Paltaran                                                                 | 22:33.297 |
| K-2 200m  | Ungern Nataša Janić Katalin Kovács                                         | 37.668    | Slovakien Ivana Kmetová Martina Kohlová                         | 38.059    | Tyskland Fanny Fischer Carolin Leonhardt                                        | 38.090    |
| K-2 500m  | Ungern Katalin Kovács Nataša Janić                                         | 1:39.627  | Ryssland Anastasia Sergeeva Juliana Salachova                   | 1:40.190  | Polen Ewelina Wojnarowska Marta Walczykiewicz                                   | 1:41.678  |
| K-2 1000m | Ungern Gabriella Szabó Tamara Csipes                                       | 3:34.659  | Ryssland Anastasia Sergeeva Juliana Salachova                   | 3:36.254  | Tyskland Carolin Leonhardt Tina Dietze                                          | 3:38.769  |
| K-4 500m  | Tyskland Nicole Reinhardt Katrin Wagner-Augustin Tina Dietze Fanny Fischer | 1:30.719  | Ungern Gabriella Szabó Dalma Benedek Tamara Csipes Danuta Kozák | 1:30.805  | Spanien Teresa Portela Rivas Jana Smidakova Beatriz Manchón Sonia Molanes Costa | 1:32.914  |